# Lojas Renner
Lojas Renner (Renner Stores) er en brasiliansk detailhandelskoncern med hovedkvarter i Porto Alegre,  Rio Grande do Sul. De driver udvalgsvarehandel med tøj igennem 600 butikker: 382 Renner, 113 Camicado, 98 Youcom og 8 Ashua butikker.